# Moderní pětiboj na Letních olympijských hrách 2004
Moderní pětiboj na Letních olympijských hrách 2004 v Athénách se odehrával v dnech 26. srpna (muži) a 27. srpna (ženy) 2004.

## Medailisté
| Kategorie | Zlato                 | Stříbro                      | Bronz                  |
| --------- | --------------------- | ---------------------------- | ---------------------- |
| Muži      | Andrej Mojsejev (RUS) | Andrejus Zadneprovskis (LTU) | Libor Capalini (CZE)   |
| Ženy      | Zsuzsanna Vörös (HUN) | Jeļena Rubļevska (LAT)       | Georgina Harland (GBR) |